# Kemi Adekoya
Oluwakemi Adekoya (sinh ngày 16 tháng 1 năm 1993) là một vận động viên điền kinh và điền kinh người Nigeria, thi đấu cho Bahrain. Cô ấy chuyên vượt rào 400 mét và có thành tích tốt nhất cá nhân là 54,59 giây - một kỷ lục của Bahrain.
Cô đã trở thành một người vượt rào ở cấp quốc gia ở Nigeria vào năm 2011, đứng thứ năm tại giải vô địch Nigeria. Vào năm 2012, cô đã cải thiện tốt nhất của mình lên 57,16 giây để đứng thứ hai tại Liên đoàn điền kinh châu Phi gặp nhau ở Warri. Năm đó cô là á quân tại các cuộc thử nghiệm Olympic Nigeria, nhưng không có đủ tiêu chuẩn đủ điều kiện. Cô đã được chọn cho Giải vô địch thế giới năm 2012 về điền kinh nhưng không thi đấu. Vào năm 2013, cô đã thiết lập một cá nhân mới tốt nhất là 55,30 giây, hoàn thành á quân cho Muizat Ajoke Odumosu, người vượt rào hàng đầu của Nigeria, và cũng thiết lập 400 mét phẳng tốt nhất trong 52,57 giây. Thành tích vượt rào tốt nhất giúp cô xếp trong top ba mươi vận động viên nhanh nhất thế giới năm đó.
Cuộc đua đầu tiên năm 2014 của Adekoya đã đánh dấu một sự thay đổi đáng kể cho sự nghiệp của cô. Xuất hiện lần đầu trên đường đua Diamond League, cô đã đánh bại toàn bộ 400 tinh hoa   lĩnh vực m vượt rào trong một chiến thắng bất ngờ. Thời gian 54,59 giây của cô là một kỷ lục hàng đầu thế giới, và cũng là một kỷ lục quốc gia Bahrain - cô đã chuyển quốc tịch sang quốc gia giàu dầu mỏ vào đầu năm và hiển thị một biểu ngữ có chữ "I ♥ Bahrain" sau chiến thắng của cô. Động thái này không được biết đến với Solomon Ogba, người đứng đầu Liên đoàn điền kinh Nigeria, người có mặt tại cuộc đua ở Doha và gửi đơn khiếu nại lên Hiệp hội điền kinh quốc tế, tuyên bố rằng việc di chuyển của cô là không đúng quy trình. Tuy nhiên, vì Adekoya chưa bao giờ chính thức đăng ký với liên đoàn quốc gia, quốc gia này không thể ngăn chặn bước đi này. Các quan chức và phương tiện truyền thông Nigeria lưu ý trường hợp này là một ví dụ về việc các quốc gia châu Phi mất các vận động viên trưởng thành tại nhà của họ cho các quốc gia phi châu Phi giàu có hơn (chạy nước rút Nigeria Samuel Francis và Femi Ogunode đều chuyển đến Qatar).
Trong cuộc đua Diamond League thứ hai của mình, cô là người đứng thứ hai sau Kaliese Spencer tại Bislett Games, sau đó chiếm vị trí thứ ba tại cuộc họp Golden Spike Ostrava.
Vào Thứ Bảy, ngày 13 tháng 8 năm 2016 vào Ngày 9 của Thế vận hội Olympic Rio 2016 ở Brazil, Kemi đã chạy 50,72 cá nhân tốt nhất mọi thời đại để đứng thứ hai sau Phyllis Francis của Mỹ, người đã chạy ở 50,58 giây ở đó bằng cách vào vòng bán kết 3. 
Vào tháng 1 năm 2019, đã có báo cáo rằng Adekoya đã thử nghiệm dương tính với một stanozolol steroid bất hợp pháp trong một cuộc kiểm tra ngoài cuộc thi vào tháng 11 năm 2018 và đã bị đình chỉ tạm thời.

## Thành tích cá nhân tốt nhất
- Vượt rào 400 mét - 54,12 giây (2015) NR
- 400 mét - 50,86 giây (2015) NR
- 400 mét - 50,72 giây (2016) NR